# Tylko się nie denerwuj
Tylko się nie denerwuj – drugi album bluesowego muzyka Bartosza Sosnowskiego wydany 6 marca 2020 roku.

## Lista utworów
| Nr  | Tytuł utworu     | Długość |
| --- | ---------------- | ------- |
| 1.  | „Dym”            | 3:46    |
| 2.  | „Dalej”          | 3:48    |
| 3.  | „Wieloryb”       | 4:04    |
| 4.  | „Hej!”           | 2:54    |
| 5.  | „Jak na psy”     | 4:00    |
| 6.  | „Ufo”            | 3:42    |
| 7.  | „S.”             | 3:28    |
| 8.  | „Teraz dzwonisz” | 3:54    |
| 9.  | „Po prostu”      | 3:30    |
| 10. | „Bruce Lee”      | 3:46    |
| 11. | „Niedaleko stąd” | 3:56    |
| 12. | „Taki sam”       | 2:54    |
|     |                  | 43:42   |

## Notowane utwory
| Tytuł    | Rok  | TurboTop |
| -------- | ---- | -------- |
| ,,Hej!'' | 2021 | 1        |